# Comunidad de Inteligencia (Colombia)
La Comunidad de Inteligencia de Colombia es un grupo de entidades y dependencias de inteligencia del Gobierno Nacional separadas y que trabajan tanto por separado como colectivamente para realizar actividades de inteligencia que apoyan los fines esenciales del Estado, la vigencia del régimen democrático, la integridad territorial, la soberanía, la seguridad y la defensa de la Nación. Las organizaciones conformantes de la comunidad incluyen servicios de inteligencia, inteligencia militar y oficinas de análisis e inteligencia civil dentro de los ministerios nacionales.
La comunidad es supervisada por la Junta de Inteligencia Conjunta (JIC), que está presidida por el Ministro de Defensa Nacional (Mindefensa), quien reporta directamente al Presidente de la República. La JIC y la comunidad están reglamentadas por el Decreto 857 de 2014 firmado por el presidente Juan Manuel Santos el 2 de mayo en base a la Ley 1621 del año anterior.

## Historia

### SINAI y CTNI (1995-2009)
En 1995 se creó el Sistema Nacional de Inteligencia (SINAI) mediante el Decreto 2233 de ese año, durante el gobierno de Ernesto Samper. Dicho decreto además reglamentaba la creación del Consejo Técnico Nacional de Inteligencia (CTNI) conformados los ministros del Interior, Justicia, Defensa, las cabezas de la Fuerza Pública, el DAS además del Consejero de Seguridad Nacional. También implementó consejos seccionales en cada departamento, conformados por el Gobernador, el director seccional del DAS, y las autoridades militar y policial de la zona. Las funciones de estos consejos eran las de supervisión y planificación de la inteligencia civil y militar en el país. 

### JIC y Ley de Inteligencia (2009-actualidad)
La Junta de Inteligencia Conjunta y la comunidad fueron establecidas primeramente por la Ley 1288 de 2009 y reglamentada por decreto, sin embargo esta fue declarada inexequible al año siguiente por sentencia de la Corte Constitucional. Posteriormente la figura sería nuevamente implementada mediante la Ley Estatutaria 1621 de 2013 ("Ley de Inteligencia y Contrainteligencia"), y reglamentada por el Decreto 857 de 2014.

## Organización
Todo organismo que desarrolle actividades de inteligencia y/o contrainteligencia como dependencia, unidad menor u organismo independiente conforma la comunidad y están delimitados por decreto. Los organismos específicos son los siguientes:

### Lista de miembros
| - | Organización                                                       | Organización matriz                                  | Ministerio                  | Fundación |
| - | ------------------------------------------------------------------ | ---------------------------------------------------- | --------------------------- | --------- |
|   | Departamento Conjunto de Inteligencia y Contrainteligencia (CGDJ2) | Comando General de las Fuerzas Militares de Colombia | Defensa                     | -         |
|   | Jefatura de Inteligencia Naval (JINAV)                             | Armada de la República de Colombia                   | Defensa                     | 2004      |
|   | Jefatura Inteligencia Aérea Espacial y Ciberespacial (JIAEC)       | Fuerza Aérea Colombiana                              | Defensa                     | 2002      |
|   | Departamento de Inteligencia y Contrainteligencia Militar (CEDE2)  | Ejército Nacional de Colombia                        | Defensa                     | -         |
|   | Dirección de Inteligencia Policial (DIPOL)                         | Policía Nacional de Colombia                         | Defensa                     | 1999      |
|   | Dirección Nacional de Inteligencia (DNI)                           | Presidencia de la República de Colombia              | departamento administrativo | 2011      |
|   | Unidad de Información y Análisis Financiero (UIAF)                 | Ministerio de Hacienda y Crédito Público de Colombia | Hacienda                    | 1999      |

### Junta de Inteligencia Conjunta
La Comunidad de Inteligencia está supervisada por la JIC, que está conformada por el ministro y viceministro de defensa nacional, el Alto Consejero Presidencial de Seguridad Nacional (cargo que fue suprimido en el gobierno de Gustavo Petro) el comandante general y los respectivos comandantes de las Fuerzas Militares y los directores de la Policía Nacional, la UIAF y la DNI.

#### Miembros actuales por ley
| Cargo                                                      | Formación        | Fotografía | Titular                                                                                   | Organización                                |
| ---------------------------------------------------------- | ---------------- | ---------- | ----------------------------------------------------------------------------------------- | ------------------------------------------- |
| Ministro de Defensa Nacional                               | Abogado          |            | Iván Velásquez Gómez                                                                      | Ministerio de Defensa Nacional              |
| Viceministro(s) de Defensa Nacional                        | Abogado          |            | Luis Edmundo Suárez Soto Viceministro de Estrategia y Planeación (e)                      | Ministerio de Defensa Nacional              |
| Viceministro(s) de Defensa Nacional                        | Politóloga       |            | Daniela Gómez Rivas Viceministra de Defensa para las Políticas de Defensa y Seguridad (e) | Ministerio de Defensa Nacional              |
| Comandante general de las Fuerzas Militares                | Mayor General    |            | Helder Fernán Giraldo Bonilla                                                             | Ejército Nacional                           |
| Comandante del Ejército Nacional                           | Mayor General    |            | Luis Mauricio Ospina Gutiérrez                                                            | Ejército Nacional                           |
| Comandante de la Armada Nacional                           | Vicealmirante    |            | Francisco Hernando Cubides Granados                                                       | Armada                                      |
| Comandante de la Fuerza Aérea Colombiana                   | Mayor General    |            | Luis Carlos Córdoba Avendaño                                                              | Fuerza Aérea                                |
| Director general de la Policía Nacional                    | Mayor General    |            | William Salamanca                                                                         | Policía Nacional                            |
| Director de la Unidad de Información y Análisis Financiero | Contador público |            | Luis Eduardo Llinas Chica                                                                 | Unidad de Información y Análisis Financiero |
| Director Nacional de Inteligencia                          | Abogado          |            | Carlos Ramón González                                                                     | Dirección Nacional de Inteligencia          |

#### Supervisión y programas
La JIC como cabeza de la inteligencia en Colombia posee varias funciones en la legislación actual, entre las que se encuentra el desarrollo de dos programas anuales:
- Plan Nacional de Inteligencia: Es un documento de carácter reservado que desarrolla los requerimientos, responsabilidades y prioridades establecidas por el Gobierno Nacional en materia de inteligencia y contrainteligencia. El periodo de cada plan es de un año y es elaborado a consideración del Consejo de Seguridad Nacional con requerimientos y prioridades establecidos por el Presidente. La JIC se encarga de hacer seguimiento de su ejecución en cada periodo.

- Informe Anual: Es un informe reservado presentado cada año por la JIC ante la Comisión Legal de Seguimiento a las Actividades de Inteligencia y Contrainteligencia con fines de control político conforme a la Ley de Inteligencia y Contrainteligencia.